# 遠国
遠国（おんごく、えんごく）とは、律令国の等級区分の一つである。
古代日本の律令制の下において、地方行政区画の一環として、畿内からの距離によって国を分けた。その結果、「遠い位置にある国」が遠国とされた。「近国」「中国」「遠国」の3分類の中で最も数が多い。

## 遠国の一覧
- 東海道
  - 相模国、武蔵国、安房国、上総国、下総国、常陸国
- 東山道
  - 上野国、下野国、出羽国、陸奥国
- 北陸道
  - 越後国、佐渡国
- 南海道
  - 伊予国、土佐国
- 山陽道
  - 安芸国、周防国、長門国
- 山陰道
  - 石見国、隠岐国
- 西海道
  - 筑前国、筑後国、豊前国、豊後国、肥前国、肥後国、日向国、大隅国、薩摩国、壱岐国、対馬国